# AP5
AP5 nebo APV (2-amino-5-fosfonovalerát) je selektivní NMDA receptor, který kompetitivně inhibuje ligand (glutamát) na vazebné místě NMDA receptorů. AP5 blokuje NMDA receptory již v mikromolárních koncentracích (~50 µM).
AP5 blokuje buněčný analog podmíněné reflexy u mořského plže Aplysia californica, a má účinky dlouhodobé potenciace (LTP), jelikož NMDA receptory jsou nutné pro oba procesy. Proto je někdy používán ve spojení s vápníkovým chelatem BAPTA pro určení, zda NMDARs jsou potřebné pro konkrétní buněčný proces. AP5/APV byla použita také pro studium NMDAR-dependentní LTP v savčím hypokampu.
AP5 je velmi rychle působící v rámci in vitro přípravy, a může blokovat NMDA receptor v poměrně malé koncentraci. Aktivní izomer AP5 má obvykle D - konfiguraci, i když mnohé přípravky jsou k dispozici jako racemická směs D- anebo L-izomery. Pomáhá izolovat působení jiných glutamátových receptory v mozku, např. AMPA a kainátové receptory.
AP5 byl vyvinut Jeffem Watkinsem a Harrym Olvermanem.